# Châu Sơ Minh
Châu Sơ Minh (sinh ngày 20 tháng 11 năm 1968) là một diễn viên truyền hình Singapore. Từ năm 1990, ông đã làm việc với MediaCorp trên kênh MediaCorp Channel 8 tiếng Trung với vai trò là một nghệ sĩ ký hợp đồng.